# Britt Assombalonga
Britt Curtis Assombalonga (Kinshasa, 6 december 1992) is een Engels voetballer geboren in Congo die doorgaans als aanvaller speelt. Assombalonga debuteerde in 2018 in het nationale team van Congo-Kinshasa.

## Clubcarrière
Assombalonga komt uit de jeugdopleiding van Watford. Hij debuteerde voor Watford op 17 maart 2012 tegen Coventry City. Daarvoor werd hij door de club al uitgeleend aan Wealdstone en Braintree Town. Tijdens het seizoen 2012/13 werd hij uitgeleend aan Southend United. Hij scoorde dat seizoen 15 doelpunten in 43 wedstrijden in de League Two. Op 31 juli 2013 tekende hij een vierjarig contract bij Peterborough United, op dat moment actief in de League One.